# 1868 у залізничному транспорті
1868 у залізничному транспорті
Шаблон:Роки на залізниці
Шаблон:Навігація по року

## Події
- Заснований Воронезький паротягоремонтний завод.
- Завершено будівництво Московсько-Курської залізниці. Рух залізницею Москва — Курськ було відкрито 30 вересня 1868 року, коли імператор Олександр II, повертаючись із Криму, спеціальним потягом вирушив з Курська до Москви[1].
- На теренах України відкриті ділянки Бровари — Ворожба та Ворожба — Курськ Курсько-Київської залізниці[2].
- В США побудована залізнична лінія Денвер — Шаєнн.
- У Російській імперії розпочато будівництво Тамбовсько-Саратовської залізниці[ru].

## Новий рухомий склад
- В Росії створений і почав експлуатуватися вагон з перекидним кузовом (думпкар)[3].
- У Франції заводи Кайль випустили перший паротяг системи Мейєра[ru].